# C/1993 Y1 McNaught-Russell
La Cometa McNaught-Russell, formalmente C/1993 Y1 (McNaught-Russell), è una cometa periodica nonostante la sigla iniziale (C/) la indichi come cometa non periodica; questo è dovuto al fatto che le comete con periodo superiore a 200 anni vengono classificate come non periodiche. Questo limite di tempo, 200 anni, scelto arbitrariamente, è dovuto al fatto che solo le comete periodiche apparse negli ultimi secoli possono essere tornate al perielio una seconda volta: Syuichi Nakano ed Ichiro Hasegawa hanno calcolato per la C/1993 Y1 McNaught-Russell un periodo di 1430 ± 30 anni e le posizioni della cometa C/574 G1, apparsa entro tale intervallo di errore, coincidono quasi perfettamente con quelle calcolate per il passaggio precedente della C/1993 Y1 McNaught-Russell ; questo fatto farebbe della C/1993 Y1 McNaught-Russell la cometa periodica con più lungo periodo riosservata ad un secondo passaggio.